# Fricâlin
El fricâlin és un formatge de pasta premsada cuita suís, elaborat al cantó de Friburg. Es tracta d'un formatge de llet de vaca, cuita i premsada. El seu gust és subtil, recorda la flora dels prealps, a les avellanes, i s'elabora amb una recepta ancestral. S'afina durant 28 setmanes en caves.